# Cymbaline
Cymbaline è un brano musicale del gruppo musicale britannico Pink Floyd, presente nell'album in studio Soundtrack from the Film More del 1969.

## Descrizione
Il testo narra di un uomo che, preda di un incubo, sogna di non riuscire più a trovare la sua amata, Cymbaline.
La registrazione della canzone presente nell'album è diversa da quella che si può udire nel film. Infatti, in quella presente nella pellicola la tonalità del canto e il testo sono molto diversi rispetto al brano originale.
Il pezzo presenta un arrangiamento di chitarra con corde di nylon, basso, pianoforte, batteria, bongo, e organo Farfisa.

## Dal vivo
Dalla sua pubblicazione, il brano è apparso frequentemente nelle scalette dei concerti del gruppo, soprattutto durante il periodo 1969-1971. Nei vari bootleg si può notare come il brano cambi da spettacolo a spettacolo. In particolare:
- Il ritmo è più lento e deliberato, il che crea un'atmosfera ancora più cupa e surreale rispetto alla versione in studio.
- Wright ha quasi sempre utilizzato il Farfisa al posto del piano (fa eccezione la loro performance negli studi KQED a San Francisco il 29 aprile 1970).
- David Gilmour ha eseguito sempre dei lunghi assoli di chitarra elettrica al posto di quelli d'organo.
- Nella primavera del 1970, in tutti i live dei Pink Floyd l'accordo di dissolvenza è stato cambiato da Mi minore a Si minore. Durante questa sezione, Roger Waters al posto dei bonghi suona il gong. Dopo l'accordo in Si minore, la musica cessa e prorompono una serie di effetti sonori, quali passi e porte scricchiolanti, grazie all'Azimuth Co-ordinator. Questi rappresentano l'"incubo", che si concluderà con il suono di una forte esplosione. Wright poi usava il panning dell'Azimuth per circondare il pubblico con i rumori, per esempio i passi che si spostano da sinistra a destra delle casse. Tuttavia, queste operazioni spesso si sono rivelate inutili, poiché gli effetti sonori, al posto di incutere paura, spesso scatenavano delle forti risate del pubblico. Da una registrazione dal vivo (Roio), una persona della platea è arrivata al punto di urlare sarcasticamente "ho paura!".

## Formazione
- David Gilmour – chitarra, voce
- Roger Waters – basso
- Richard Wright – tastiera
- Nick Mason – percussioni

## Cover
Il brano è stato oggetto di cover da parte della space rock band Hawkwind. Nella ripubblicazione del 1996 del loro album d'esordio, del 1970, Cymbaline si trova come bonus track.